# Eleonora Luisa Gonzaga
Eleonora Luisa Gonzaga (Guastalla, 13 novembre 1686 – Padova, 16 marzo 1741) nacque dal secondo matrimonio del principe Vincenzo Gonzaga duca di Guastalla e di Sabbioneta con la cugina Maria Vittoria Gonzaga.

## Biografia
Il 14 luglio 1709 fu sposata contro la sua volontà al principe ed ex cardinale Francesco Maria de' Medici, fratello del granduca di Toscana Cosimo III, di ventisei anni più vecchio, incredibilmente obeso e malato, nel tentativo di far ottenere all'attempato Francesco una discendenza che assicurasse la conservazione del granducato nella famiglia Medici.
La giovane sposa acconsentì all'amplesso solo dopo una lunga insistenza da parte dei famigliari e dei suoi confessori, ma ciò non portò ai risultati sperati, decretando l'inevitabile estinzione della dinastia.
L'episodio è stato narrato da Ugo Chiti nella pièce Nero Cardinale, interpretata poi dalla sua Compagnia dell'Arca Azzurra, con Alessandro Benvenuti nel ruolo del protagonista.
Dopo la morte del marito, avvenuta il 3 febbraio 1711, Eleonora Luisa condusse una vita irregolare, girovagando per l'Italia e fuori d'Italia. La descrizione dei suoi illeciti amori con i suoi servitori e la sua maternità di figli illegittimi, occupa le pagine di vari libelli scandalistici e delle relazioni dell'ambasciatore inglese Horace Mann: da un tal Monsù Filippo avrebbe infatti avuto un figlio, cui furono dati il nome di Ubaldo Velluti ed il soprannome di Mignonne, che fu rettore di un collegio dei padri scolopi a Roma; un altro illegittimo, che fu chiamato Francesco Baulas, avrebbe avuto da un secondo amante, un tal Pier Maria Materassi, detto Monnicca; il Baulas si fece in seguito frate carmelitano e morì forse suicida, nel 1765. Altri due figli illegittimi, di cui si ignorano i nomi, avrebbe avuto in seguito da altri amanti.
Documenti seri che confermino queste voci, non se ne sono mai trovati ed il Pieraccini, nella sua monumentale opera La stirpe dei Medici di Cafaggiolo, in base a circostanziati confronti fra documenti archivistici, attribuisce i due suddetti illegittimi non già ad Eleonora Luisa, ma al marito di lei, Francesco Maria, che li avrebbe avuti, ben prima del matrimonio, mentre era ancora cardinale, da una popolana, una tal Teresa Rossimanni.
Eleonora Luisa avrebbe dovuto sposare nel 1718 Filippo d'Assia-Darmstadt, rimasto vedovo nel 1714, ma il matrimonio fu sciolto all'ultimo momento.
Da disposizioni testamentarie, lasciò i suoi beni personali a Francesco I di Lorena, Granduca di Toscana.
Eleonora Luisa Gonzaga, visse i suoi ultimi anni a Padova, ove, del tutto demente, morì nel 1741. Venne sepolta presso la Basilica del Santo nella Cappella del Beato Luca, accanto a Brigida Pico.

## Ascendenza
|                        |                   |                     | Genitori                   |  |  | Nonni |  |  | Bisnonni            |  |  | Trisnonni        |  |
|                        |                   |                     |                            |  |  |       |  |  | Ferrante II Gonzaga |  |  | Cesare I Gonzaga |  |
|                        |                   |                     |                            |  |  |       |  |  | Ferrante II Gonzaga |  |  | Cesare I Gonzaga |  |
|                        |                   | Camilla Borromeo    |                            |  |  |       |  |  | Ferrante II Gonzaga |  |  |                  |  |
| Andrea Gonzaga         |                   |                     |                            |  |  |       |  |  | Ferrante II Gonzaga |  |  |                  |  |
|                        |                   | Vittoria Doria      | Gianandrea Doria           |  |  |       |  |  |                     |  |  |                  |  |
|                        |                   | Vittoria Doria      | Gianandrea Doria           |  |  |       |  |  |                     |  |  |                  |  |
|                        |                   | Vittoria Doria      | Zanobia Del Carretto Doria |  |  |       |  |  |                     |  |  |                  |  |
| Vincenzo Gonzaga       |                   | Vittoria Doria      |                            |  |  |       |  |  |                     |  |  |                  |  |
|                        |                   | ...                 | …                          |  |  |       |  |  |                     |  |  |                  |  |
|                        |                   | ...                 | …                          |  |  |       |  |  |                     |  |  |                  |  |
|                        |                   | ...                 | …                          |  |  |       |  |  |                     |  |  |                  |  |
| Laura Crispiano        |                   | ...                 |                            |  |  |       |  |  |                     |  |  |                  |  |
|                        |                   | ...                 | …                          |  |  |       |  |  |                     |  |  |                  |  |
|                        |                   | ...                 | …                          |  |  |       |  |  |                     |  |  |                  |  |
|                        |                   | ...                 | …                          |  |  |       |  |  |                     |  |  |                  |  |
| Eleonora Luisa Gonzaga |                   | ...                 |                            |  |  |       |  |  |                     |  |  |                  |  |
|                        | Cesare II Gonzaga | Ferrante II Gonzaga |                            |  |  |       |  |  |                     |  |  |                  |  |
|                        | Cesare II Gonzaga | Ferrante II Gonzaga |                            |  |  |       |  |  |                     |  |  |                  |  |
|                        | Cesare II Gonzaga | Vittoria Doria      |                            |  |  |       |  |  |                     |  |  |                  |  |
| Ferrante III Gonzaga   | Cesare II Gonzaga |                     |                            |  |  |       |  |  |                     |  |  |                  |  |
|                        |                   | Isabella Orsini     | Virginio Orsini            |  |  |       |  |  |                     |  |  |                  |  |
|                        |                   | Isabella Orsini     | Virginio Orsini            |  |  |       |  |  |                     |  |  |                  |  |
|                        |                   | Isabella Orsini     | Flavia Damasceni Peretti   |  |  |       |  |  |                     |  |  |                  |  |
| Maria Vittoria Gonzaga |                   | Isabella Orsini     |                            |  |  |       |  |  |                     |  |  |                  |  |
|                        |                   | Alfonso III d'Este  | Cesare d'Este              |  |  |       |  |  |                     |  |  |                  |  |
|                        |                   | Alfonso III d'Este  | Cesare d'Este              |  |  |       |  |  |                     |  |  |                  |  |
|                        |                   | Alfonso III d'Este  | Virginia de' Medici        |  |  |       |  |  |                     |  |  |                  |  |
| Margherita d'Este      |                   | Alfonso III d'Este  |                            |  |  |       |  |  |                     |  |  |                  |  |
|                        |                   | Isabella di Savoia  | Carlo Emanuele I di Savoia |  |  |       |  |  |                     |  |  |                  |  |
|                        |                   | Isabella di Savoia  | Carlo Emanuele I di Savoia |  |  |       |  |  |                     |  |  |                  |  |
|                        |                   | Isabella di Savoia  | Elisabetta di Valois       |  |  |       |  |  |                     |  |  |                  |  |
|                        |                   | Isabella di Savoia  |                            |  |  |       |  |  |                     |  |  |                  |  |